# On-Demand-Streaming
Beim On-Demand-Streaming werden auf einem Server gespeicherte Daten über das Netz an einen Client übertragen. Der Client kann die Wiedergabe anhalten, vor- und zurückspulen. Die Daten werden auf Client-Seite in einem Medienpuffer vorgespeichert.
Der Client kann den Stream noch während der Datenübertragung starten bzw. bevor die gesamte Datei übertragen wurde. Hierbei spielt Wiedergabeverzögerung eine Rolle, das bedeutet, Steuerungsbefehle sollten innerhalb von 1 bis 10 Sekunden ausgeführt werden.